# Arrondissement de Barbezieux
L'arrondissement de Barbezieux est un ancien arrondissement français du département de la Charente. Il fut créé le 17 février 1800 et supprimé le 10 septembre 1926. Les cantons furent rattachés entre les arrondissements de Cognac et Angoulême.

## Histoire
L'arrondissement fut créé le 17 février 1800 pour remplacer l'ancien district de Barbezieux qui a existé du 4 mars 1790 au 22 août 1795. Il fut supprimé par le décret du 10 septembre 1926 comme l'arrondissement de Ruffec et n'a jamais été rétabli.

## Composition

### Composition en 1800
En 1800, il était composé des cantons de :
Barbezieux
- Aubeterre[2]
- Baignes[3]
- Brossac[4]
- Chalais[5]
- Deviac[6]
- Montmoreau[7].

### Composition en 1801
À la suite de la loi du 8 pluviôse an IX, les cantons de l'arrondissement sont restreints à six :
- Aubeterre-sur-Dronne
- Baignes-Sainte-Radegonde
- Barbezieux-Saint-Hilaire
- Brossac
- Chalais
- Montmoreau-Saint-Cybard[8].

## Sous-préfets
| Période          | Période           | Identité                    | Fonction précédente                                      | Observation                                             |
| ---------------- | ----------------- | --------------------------- | -------------------------------------------------------- | ------------------------------------------------------- |
| 1873             | 1873              | Georges Salving de Boissieu |                                                          | Non installé - Nommé à Segré                            |
|                  |                   |                             |                                                          |                                                         |
| 7 juillet 1876   | 24 mai 1877       | Jean Boudet                 |                                                          | Remplacé                                                |
|                  |                   |                             |                                                          |                                                         |
| 30 décembre 1877 | 12 janvier 1880   | Pierre Anglade              |                                                          | Nommé sous-préfet de Moissac                            |
| 12 janvier 1880  | 5 octobre 1888    | Bernard Dardenne            |                                                          | Nommé sous-préfet de Millau                             |
| 5 octobre 1888   | 31 juillet 1901   | Jean Peychez                | Sous-préfet d'Ussel                                      | Retraité                                                |
| 31 juillet 1901  | 30 décembre 1905  | Jean Emile-Martin           |                                                          | Nommé sous-préfet de Sarlat                             |
|                  |                   |                             |                                                          |                                                         |
| 15 janvier 1906  | 3 novembre 1906   | Jean Emile-Martin           | Sous-préfet de Sarlat                                    | Nommé sous-préfet d'Issoudun                            |
| 4 janvier 1906   | 15 janvier 1906   | André Dumas                 | Sous-préfet de Baugé                                     | Nommé sous-préfet de Wassy                              |
| 3 novembre 1906  | 28 février 1909   | Raoul Calloc'h              | Sous-préfet de Murat                                     | Nommé sous-préfet de Quimperlé                          |
| 28 février 1909  | 13 juillet 1917   | Germain Clergerie           | Sous-préfet de Trévoux                                   | Nommé secrétaire général de la préfecture du Cher       |
| 13 juillet 1917  | 9 mars 1919       | Léonard Lavaud              | Sous-préfet de Sisteron                                  | Nommé sous-préfet de Murat                              |
| 9 mars 1919      | 15 janvier 1920   | Jean Cumenge                | Mobilisé pour la guerre                                  | Nommé sous-préfet de Saint-Girons                       |
| 15 janvier 1920  | 15 janvier 1920   | Joseph Benoist              | Chef adjoint du cabinet du Commissaire au Ravitaillement | Non installé                                            |
| 15 janvier 1920  | 4 mars 1920       | Henri Delcros               |                                                          | Nommé rédacteur au ministère des Régions libérées       |
|                  |                   |                             |                                                          |                                                         |
| 6 février 1923   | 22 septembre 1926 | Étienne Gervais             | Sous-préfet de Ruffec                                    | Nommé sous-préfet, rattaché à la préfecture de Charente |